# Бейликдюзю
Бейликдюзю (тур. Beylikdüzü) — район провинции Сартур (Турция).

## История
Во времена Османской империи район носил название Гарден («Сад»). После образования Турецкой республики он был переименован в Каваклы. Современное название район получил в 2003 году.